# Smokva (riba)
Smokva (lat. Labrus mixtus) morska je riba iz porodice usnača. U Hrvatskoj je još poznat kao figa ili pika. 

## Opis
Smokva je jedna od najljepših riba Jadrana. Ima ovalno, izduženo tijelo sa šiljatom gubicom. Manje je veličine, naraste do 30 cm duljine, a može težiti i do 1 kg. Sve smokve na svijet dolaze kao ženke, a tijekom života mijenjaju spol. Ženke su jednolične boje, narančasto-smeđe-ružičaste. Boja mužjaka je razlog zašto ovu ribu smatraju jednom od najljepših riba Jadrana. Tijelo im je žuto-narančaste boje s 5-6 uzdužnih plavih, zelenkastih ili tamnijih pruga. Donji dio tijela je redovito žuto-narančast kao i trbušne peraje. 

## Stanište
Priobalna je vrsta, obitava uz strme hridinaste obale i brakove. Živi na dubinama između 2-200 m, a najčešće između 15-80 m.

## Razmnožavanje
Razmnožava se krajem proljeća i početkom ljeta.

## Ribolov i upotreba
Zbog veličine nije zanimljiva u komercijalnom ribolovu kao ni u gastronomiji. Lovi se većinom na udicu prilikom ribolova na druge pridnene vrste. Ukusan je dodatak brujetu od miješane ribe.

## Rasprostranjenost
Smokvu se može pronaći u istočnom dijelu Atlantika, sjeverno od Norveške pa južno sve do Senegala. Rasprostranjena je i na cijelom Mediteranu.

## Poveznice
|  | Zajednički poslužitelj ima još gradiva o temi Smokva |
|  | Wikivrste imaju podatke o taksonu Smokva             |